# 濱キス
『濱キス』（はまキス）は、2012年4月4日から2012年9月26日までテレビ朝日系列で放送されたバラエティ番組。
元々は2011年12月29日に放送された特別番組であり、それが反響を呼びレギュラー化された。またレギュラー放送開始前の2012年3月23日にも特別番組が放送された。2012年9月26日で放送を終了する、と2012年9月19日の放送で発表した。しかし実は番組のドッキリで、10月3日から新番組『キス濱ラーニング』が放送されることになった。なお番組上の都合で放送されなかった日や、放送時間が遅れたりした日もあった。

## 概要
アイドルであるKis-My-Ft2に対し、バラエティの経験が豊富なよゐこの濱口優とゲストが講師となり、Kis-My-Ft2にバラエティのイロハを伝授する「バラエティスクール」番組。Kis-My-Ft2は、テレビでは初の冠番組となった。なお、HPのイラストは漫画家の宮下あきらが手掛けている。
行う企画は『いきなり!黄金伝説。』、『もしものシミュレーションバラエティー お試しかっ!』、『クイズプレゼンバラエティー Qさま!!』で行われたものが多い。

## 出演者
- 濱口優（よゐこ）
- Kis-My-Ft2

## スタッフ
- ナレーション：奈佐健臣[3]
- 構成：鈴木おさむ、樋口卓治
- 特別協力：ジャニーズ事務所
- 編成：松瀬俊一郎
- 宣伝：平野三和、平泉季里子
- アシスタントプロデューサー：水野佳世
- プロデューサー：奥田創史、松井正樹
- ゼネラルプロデューサー：奥川晃弘
- 制作著作：テレビ朝日